# School Days (film 1921)
School Days è un film muto del 1921 diretto da William Nigh.
Ispirato ad una nota canzone popolare scritta nel 1907 da Will Cobb and Gus Edwards, il film fu concepito come un veicolo per il successo del protagonista, Wesley Barry, allora uno dei più popolari attori bambini del cinema statunitense. La risposta del pubblico fu tale che fino al 1926 il film rimase il campione di incassi per la Warner Bros.

## Trama
Un ragazzo ingenuo, cresciuto orfano in una piccola città, si lascia convincere da un lontano parente a lasciare la scuola, che frequenta di malavoglia, e a recarsi a New York in cerca di fortuna. Travolto dal trambusto della città, e affascinato dall'alta società con cui entra in contatto, rischia di ritrovarsi vittima di attività malavitose. Alla fine ritorna alla sua città, resosi conto che nella vita l'istruzione e l'affetto delle persone care sono cose più importanti della facile ricerca dei soldi.

## Produzione
Il film fu prodotto negli Stati Uniti dalla Harry Rapf Productions. Le didascalie di Hoey Lawlor furono colorate con il sistema Prizma color.

## Distribuzione
Il copyright del film, richiesto dalla Harry Rapf Productions, fu registrato il 22 novembre 1921 con il numero LP17224. Il film fu presentato in prima a New York il 1º dicembre 1921. Distribuito dalla Warner Bros., uscì nelle sale cinematografiche statunitensi il 25 dicembre 1921 per poi uscire anche sul mercato internazionale. In Danimarca, il film prese il titolo Dintys Skoledage.
Copie del film si trovano negli archivi della George Eastman House di Rochester e dello UCLA Film and Television Archive di Los Angeles. Non sono tuttavia complete, essendo andato perduto un rullo.